# Malang Sarr
Pour les articles homonymes, voir Sarr.
Malang Sarr, né le 23 janvier 1999 à Nice en France, est un footballeur français qui évolue au poste de défenseur central au RC Lens.

## Biographie

### OGC Nice
Né à Nice de parents sénégalais, Malang Sarr rejoint l'OGC Nice au cours de l'été 2005, alors qu'il est âgé de six ans. Il grandit dans le quartier des Moulins. Son père, qui exerce la profession de chauffeur-livreur, décède lorsqu'il est pensionnaire au centre de formation à l'âge de quatorze ans.
Il réalise l'ensemble de sa formation au sein du club azuréen avant de faire ses débuts dans l'équipe professionnelle dès la première journée de la saison 2016-2017 le 14 août 2016 face au Stade rennais. Il y inscrit le seul but de la rencontre et permet aux Niçois de lancer leur saison.
Il s'installe rapidement comme titulaire indiscutable en formant une charnière centrale défensive aux côtés de l'expérimenté Dante, et participe à l'excellente saison 2016-2017 de l'OGC Nice en Ligue 1.
En juillet 2020, il ne prolonge pas son contrat avec les Aiglons et quitte l'OGC Nice à l'issue de son contrat. Il quitte donc son club formateur après avoir pris part à 119 matchs toutes compétitions confondues.

### Chelsea
Le 27 août 2020, en fin de contrat avec Le Gym, Malang Sarr s'engage pour cinq saisons avec le Chelsea FC, soit jusqu'en juin 2025,. Le 6 octobre 2020, avant même d'avoir porté le maillot de Chelsea, il est prêté jusqu'à la fin de la saison au FC Porto.
Il porte le maillot de Chelsea pour la première fois le 16 octobre 2021 en étant titularisé contre Brentford en championnat. Lors de cette saison 2021-2022, il remporte la Coupe du monde des clubs en entrant en jeu en demi-finales contre Al-Hilal puis en finale contre Palmeiras. Il sera également finaliste malheureux de la Coupe de la ligue puis de la Coupe d'Angleterre s'inclinant en tirs au but contre Liverpool à chaque fois et sans entrer en jeu.
Il est prêté la saison suivante à l'AS Monaco.

### RC Lens
En juillet 2024, il rejoint le club artésien du Racing Club de Lens, signant un contrat de deux ans plus une année en option.

### En équipe nationale
Avec les moins de 17 ans, il participe au championnat d'Europe des moins de 17 ans en 2016. Lors de cette compétition organisée en Azerbaïdjan, il joue trois matchs. Avec un bilan d'un nul et deux défaites, la France ne dépasse pas le premier tour.
Avec les moins de 19 ans, il dispute le championnat d'Europe des moins de 19 ans en 2018. Lors de ce tournoi qui se déroule en Finlande, il officie comme capitaine et prend part à trois matchs. La France s'incline en demi-finale face à l'Italie.
Avec les espoirs, il participe au championnat d'Europe espoirs en 2019. Lors de cette compétition organisée en Italie, il joue deux matchs. La France s'incline en demi-finale face à l'Espagne.

## Statistiques
| Saison                | Club                  | Championnat           | Championnat | Championnat | Coupe nationale | Coupe nationale | Coupe de la Ligue | Coupe de la Ligue | Compétition(s) continentale(s) | Compétition(s) continentale(s) | Compétition(s) continentale(s) | Coupe du monde des clubs | Coupe du monde des clubs | Total | Total |
| Saison                | Club                  | Division              | M.          | B.          | M.              | B.              | M.                | B.                | Comp.                          | M.                             | B.                             | M.                       | B.                       | M.    | B.    |
| 2016-2017             | OGC Nice              | Ligue 1               | 27          | 1           | 1               | 0               | 0                 | 0                 | C3                             | 4                              | 0                              | -                        | -                        | 32    | 1     |
| 2017-2018             | OGC Nice              | Ligue 1               | 21          | 0           | 1               | 0               | 1                 | 0                 | C1+C3                          | 3+3                            | 0+0                            | -                        | -                        | 29    | 0     |
| 2018-2019             | OGC Nice              | Ligue 1               | 35          | 1           | 1               | 0               | 2                 | 0                 | -                              | -                              | -                              | -                        | -                        | 38    | 1     |
| 2019-2020             | OGC Nice              | Ligue 1               | 19          | 1           | 0               | 0               | 1                 | 0                 | -                              | -                              | -                              | -                        | -                        | 20    | 1     |
| Sous-total            | Sous-total            | Sous-total            | 102         | 3           | 3               | 0               | 4                 | 0                 | -                              | 10                             | 0                              | -                        | -                        | 119   | 3     |
| 2020-2021             | FC Porto (prêt)       | Primeira Liga         | 8           | 0           | 4               | 0               | 1                 | 1                 | C1                             | 6                              | 0                              | -                        | -                        | 19    | 1     |
| 2021-2022             | Chelsea FC            | Premier League        | 8           | 0           | 4               | 0               | 5                 | 0                 | C1                             | 2                              | 0                              | 2                        | 0                        | 21    | 0     |
| 2023-2024             | Chelsea FC            | Premier League        | -           | -           | -               | -               | -                 | -                 | -                              | -                              | -                              | -                        | -                        | 0     | 0     |
| Sous-total            | Sous-total            | Sous-total            | 8           | 0           | 4               | 0               | 5                 | 0                 | -                              | 2                              | 0                              | 2                        | 0                        | 21    | 0     |
| 2022-2023             | AS Monaco (prêt)      | Ligue 1               | 13          | 0           | 1               | 0               | -                 | -                 | C3                             | 3                              | 0                              | -                        | -                        | 17    | 0     |
| 2024-2025             | RC Lens               | Ligue 1               | 21          | 0           | 1               | 0               | -                 | -                 | C4                             | 1                              | 0                              | -                        | -                        | 23    | 0     |
| 2025-2026             | RC Lens               | Ligue 1               | 1           | 0           | -               | -               | -                 | -                 | -                              | -                              | -                              | -                        | -                        | 1     | 0     |
| Sous-total            | Sous-total            | Sous-total            | 22          | 0           | 1               | 0               | -                 | -                 | -                              | 1                              | 0                              | -                        | -                        | 24    | 0     |
| Total sur la carrière | Total sur la carrière | Total sur la carrière | 153         | 3           | 13              | 0               | 10                | 1                 | -                              | 22                             | 0                              | 2                        | 0                        | 200   | 4     |

## Palmarès
Prêté par Chelsea au FC Porto, il est vice-champion du Portugal en 2021.
Revenu ensuite à Chelsea, il remporte la Coupe du monde des clubs en 2022. Il est également finaliste de la Coupe d'Angleterre en 2022 ainsi que de la Coupe de la Ligue la même année. 
| Chelsea (1) | FC Porto                                           |
| --- | -------------------------------------------------- |
| - Coupe du monde des clubs - Vainqueur : 2022 - Coupe d'Angleterre - Finaliste : 2022 - Coupe de la Ligue - Finaliste : 2022. | - Championnat du Portugal : - Vice-champion : 2021 |